# マヘレの跳ね橋

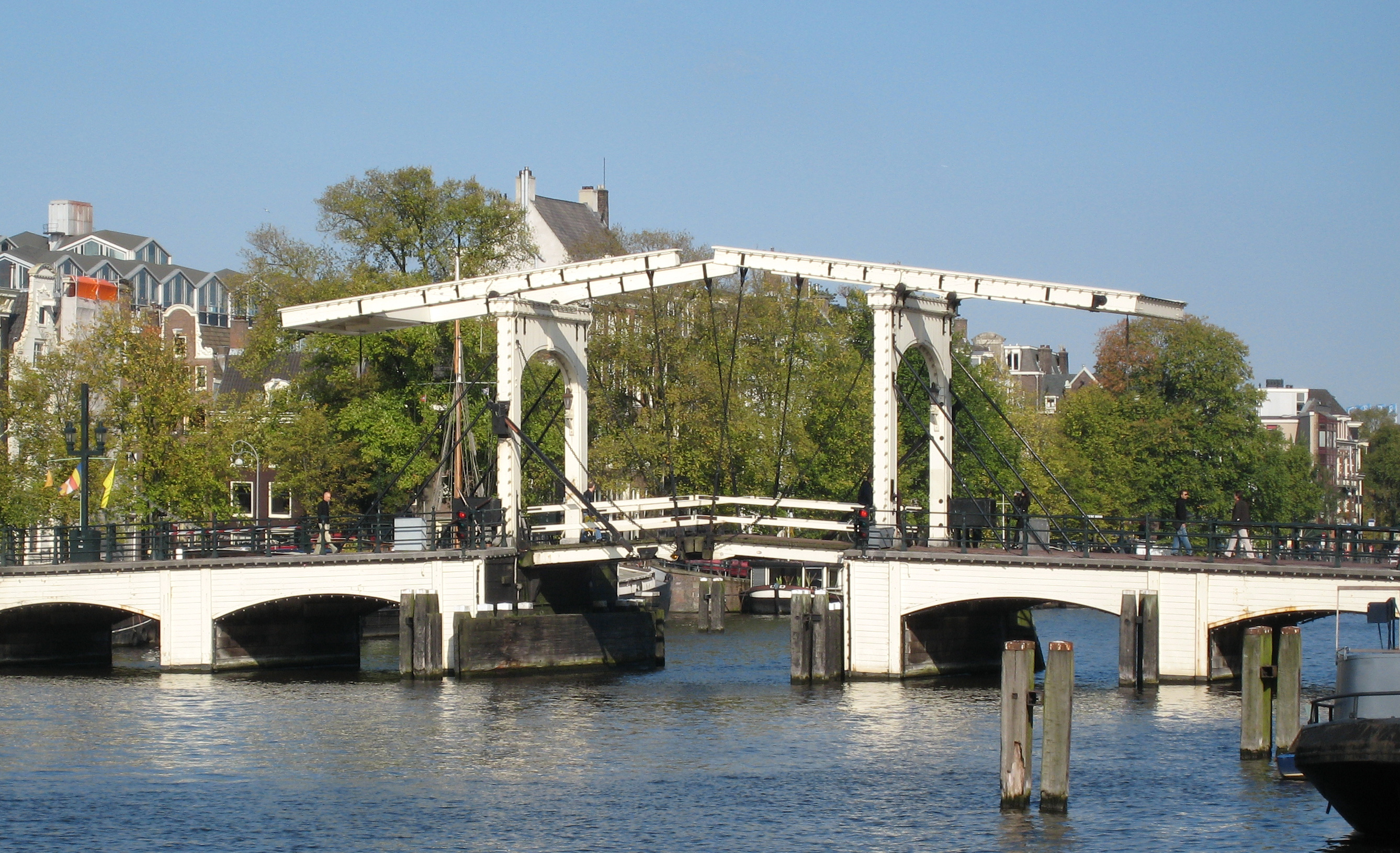

マヘレの跳ね橋（マヘレのはねばし、オランダ語: Magere Brug「細い橋」）は、オランダのアムステルダム市にあり、アムステル川に架かる跳ね橋。1671年に造られ、アムステルダムで唯一の木造の跳ね橋となっている。橋は不定期に開閉し、夜にはライトアップされる。1994年までは手動で開閉していた。